# Raidul Jameson
Raidul Jameson (29 decembrie 1895 – 2 ianuarie 1896) a fost un atac raid eșuat împotriva Republicii Sud-Africane (cunoscut în mod obișnuit ca Transvaal), organizat de omul de stat colonial britanic Leander Starr Jameson și trupele companiei sale („poliția” din slujba British South Africa Company a lui Alfred Beit și Cecil Rhodes) și polițiști din Bechuanaland în weekendul de Anul Nou din 1895–1896. Paul Kruger era președintele Republicii Sud-Africane în acea perioadă. Raidul a fost executat cu intenția să declanșeze o rebeliune a muncitorilor expatriați britanici (cunoscuți ca uitlanderi) din Transvaal, dar scopul lui nu a fost atins. Muncitorii britanici, numiți „conspiratorii din Johannesburg”, ar fi trebuit să se organizeze într-o forță militară și să se pregătească pentru insurecție. Raidul a eșuat și nu avut loc nicio insurecție. Eșecul raidului a pus guvernul britanic într-o lumină proastă, a dus la înlocuirea lui Cecil Rhodes din funcția de premier al Coloniei Capului, a întărit controlul afrikanerilor asupra Transvaalului și a minelor de aur din regiune și deschis calea pentru declanșarearăzboiului anglo-bur din (1899–1902).

## Contextul istoric
Ceea ce avea să devină Africa de Sud nu a fost o națiune unită, singulară, la sfârșitul secolului al XIX-leas. Teritoriul Africii de Sud era ocupat de patru entități deosebite: două colonii britanice (Colonia Capului și Natal) și două republici ale burilor (Republica Orange și Republica Sud-Africană, cunoscută și cu numele Transvaal).

### Fondarea coloniilor și republicilor
„Capul”, regiunea restrânsă din jurul actualului Cape Town, a fost prima parte din Africa de Sud care a fost colonizată de europeni – primii imigranți au ajuns aici în 1652.Acești coloniști au fost aduși în Africa și au rămas multă vreme sub controlul  Companiei Olandeze a Indiilor de Est. 
Consolidarea și expansiunea către est a coloniei a avut loc de-a lungul următorilor 150 de ani. Până la începutul secolului al XIX-lea, puterea olandezilor s-a redus substanțial. În 1806, Regatul Unit a preluat controlul asupra Capului, pentru ca să împiedice ocuparea acestuia de către Franța lui Napoleon și să apere siguranța rutelor comerciale către Orientul Îndepărtat.
O bună parte a comunității burilor a dezvoltat o antipatie tot mai pronunțată față de de controlul britanic și introducerea de noi sisteme și instituții. Una dintre cauzele principale de nemulțumire a fost politica autorităților britanice față de sclavie. În 1828, parlamentul britanic a adoptat legile care asigurau tratamentul egal din punct de vedere juridic pentru toți, indiferent de rasă. În 1830, un nou decret impunea pedepse grele pentru tratamentul inuman aplicat sclavilor. Aceste măsuri nu au fost bine primite de o parte a populației albe. În 1834, guvernul a abolit în totalitate sclavia în întregul Imperiu Britanic. Burii s-au opus schimbărilor, deoarece au considerat că forța de muncă a sclavilor este vitală pentru ca fermele lor să funcționeze. În plus, ei au considerat că proprietarii de sclavi nu primeau compensații suficiente după emancipare. De asemenea, ei erau suspicioși în ceea ce privește modalitatea prin care guvernul avea să plătească aceste compensații. Aceste resentimente au culminat cu migrarea în masă a unui număr substanțial de buri în zonele învecinate neexplorate încă, prin care se urmărea evitarea controlului britanicilor. Migrarea a devenit cunoscută cu numele de Marele Trek.
Acest sentiment antibritanic nu a fost în niciun caz universal: în Western Cape, puțini buri s-au simțit obligați să migreze. Trekboers, fermierii de la frontieră de est, care au fost în fruntea acțiunii de colonizare spre răsărit, au fost cei care au ales să migreze cât mai departe. 
Acești emigranți, cunoscuți cu numele de voortrekkers, s-au mutat mai întâi în răsărit în teritoriul care avea să devină cunoscut ca Natal. În 1839, ei au fondat Republica Natalia, noua patrie a burilor. Alți grupuri de voortrekkers s-au mutat spre nord, colonizând văile râurilor Orange și Vaal. 
Guvernul britanic a hotărât în 1843 să anexeze Republica Natalia, nedorind să existe supuși britanici care să se afle în afara teritoriilor controlate de el. Noul teritoriu ocupat a devenit colonia Natal a Coroanei. După 1843, politica guvernului britanic s-a schimbat, nemaifiind dorită continuarea expansiunii în Africa de Sud. Deși au existat câteva încercări eșuate pentru anexarea unor teritorii de la nord, britanicii au recunoscut în final independența acestora prin Convenția de la Sand River din 1852 cu Transvaal și Convenția de la Bloemfontein din 1854 cu Statul Liber Orange. 

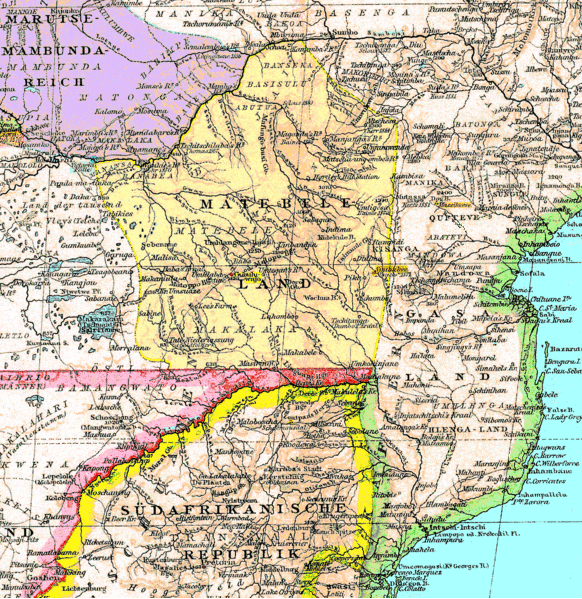
Africa de sud-est în 1887

După primul război anglo-bur, guvernul luiGladstone a recunoscut independența Transvaalului în 1884 prin semnarea Convenția de la Londra. Nimeni nu preconizase că vor fi descoperite zăcămnite uriașe de aur la Witwatersrand doi ani mai târziu.

### Economia
În ciuda unor diferențe politice, cele patru teritorii erau puternic legate între ele. Fiecare teritoriu era populat cu coloniști europeano-africani din regiunea Capului. Mulți dintre ei aveau rude sau prieteni în alte teritorii. 
Fiind cel mai mare și mai vechi stat înființat în Africa Sudică, Capul avea o poziție dominantă din punct de vedere economic, cultural și social; prin comparație, populația din Natal și celelalte două republici ale burilor aveau în mare parte un caracter agricol, cu ferme de subzistență. 
Viața simplă a agricultorilor a fost dată peste cap în 1870, când au fost descoperite zăcăminte bogate de diamante în Griqualand West, în reginea orașului Kimberley din ziua de azi.Deși teritoriul era în mod tradițional sub controlul Statului Liber Orange, guvernul Capului, cu ajutorul guvernului britanic, a anexa regiunea, preluând controlul asupra zăcămintelor minerale bogate. 

### Descoperirea aurului
În iunie 1884, Jan Gerritse Bantjes (1840–1914) a descoperit semne ale prezenței aurului în Vogelstruisfontein (prima cantitate de aur obținută aici a fost vândută direct lui Cecil Rhodes în tabăra lui Bantjes pentru 3.000 de lire). A urmat descoperirea de către frații Struben a aurului la Wilgespruit, lângă Roodepoort. Această descoperirea avea să dea startului goanei după aur din Witvatersrand și a pus bazele orașuluiJohannesburg. Până în 1886, devenise clar pentru toată lumea că fuseseră descoperite zăcăminte uriașe de aur. Un mare număr de uitlanderi (străini), cei mai mulți din Regatul Unit, a venit în regiune în căutarea norocului sau a unei slujbe bine plătite. Descoperirea aurului a făcut ca Transvaalul să devină peste noapte cea mai bogată și poate cea maip uternică națiune din sudul Africii. În același timp însă, aurul a atras așa de mulțin uitlanderi (aproximativ 60.000 în 1896), încât străinii i-au copleșit numeric pe buri (aproximativ 30.000 de buri albi).
Guvernul bur s-a temut ca Transvaalul să nu își piardă independența și să devină o colonie britanică și a adoptat politici protecționiste și de excludere socială. Astfel, străinilor li s-a cerut să trăiască și muncească cel puțin patru ani în Transvaal mai înainte ca să ceară o licență de exploatare sau dreptul la vot. Guvernul a hotărât de asemenea să aplice taxe mari exploatărilor și fabricilor din domeniul miner, care erau în majoritate britanice (au existat și câteva investiții americane). Datorită taxelor foarte mari și a lipsei de reprezentarea politică, uitlanderii au devenit tot mai nemulțumiți. Președintele Paul Kruger a convocat un consiliu restrâns, printre cei invitați aflându-se și Gerritse Bantjes, pentru discutarea problemei care se agrava. S-a luat decizia creșterii taxelor pentru vânzarea de dinamită tuturor rezidenților care nu erau buri. Jan G. Bantjes, care vorbea fluent atât olandeza cât și engleza, era un colaborator apropiat al președintelui Kruger, legăturile dintre ei datând din vremea zilelor Marii Migrații. Tată lui Jan, Jan Gerritze Bantjes, fusese învățătorul lui Kruger în timpul migrației, iar Jan Gerritse făcea parte din grupul prietenilor și asociaților apropiați ai președintelui. Hotărârile acestui consiliu restrâns aveau să ducă la conflictul burilor cu britanicii din 1899-1902 și la înrăutățirea relațiilor Imperiului German cu Regatul Unit, atunci când kaiserul a luat apărarea burilor. Datorită aplicării taxei pentru vânzarea de dinamită, nemulțumirile și tensiunile au crescut foarte mult. Cum Johannesburgul era un oraș locuit în principal de străini, liderii acestora au început să discute despre organizarea unei insurecții.
Cecil Rhodes, guvernator al Capului, dorea să incorporeze Transvaalul și Statul Orange într-o federație pusă sub controlul britanicilor. Rhodes avea și interese comerciale și minere alături de Alfred Beit, cu care formase De Beers Mining Corporation, și dorea să obțină controlul asupra industriei minere din Johannesburg. Cei doi au jucat un rol major în ațâțarea nemulțumirilor uitlanderilor. Rhodes avea să îi declare mai târziu ziaristului W.T. Stead că se temuse ca nu cumva rebeliunea străinilor să cauzeze necazuri britanicilor, dacă el nu ar fi preluat controlul asupra mișcării:
„Mi-a părut destul de sigur că dacă nu m-aș fi amestecat în joc, forțe de la fața locului aveau să se debaraseze rapid de președinele Kruger. Apoi ar fi trebuit să fiu pus în fața unei republici americane—americane în sensul că ar fi avut o atitudine puternic ostilă și geloasă la adresa Marii Britanii—o republică americană complet controlată de americani și de australienii de la Sydney Bulletin, cărora nu le păsa deloc [de Union Jack]. Ei ar fi avut toți ranzii la dispoziție. Puterea de atracție a republicii străinilor ar fi adus la un loc toate celelalte colonii. Ele ar fi format o federație cu ea ca centru și noi am fi pierdut Africa de Sud. Pentru ca să evit această catastrofă, ca să asigur cooperarea străinilor mai înainte ca să fie prea târziu, am făcut ceea ce am făcut.”
La mijlocul anului 1895, Rhodes a plănuit executarea unui raid a unei forțe armate, care să pornească din Rhodesia, colonia britanică din nord, pentru sprijinirea rebeliunii uitlanderior, cu obiecrivul preluării controlului asupra regiunnii. Raiduls-a lovit de dificultăți neașteptate, începând cu ezitările liderilor uitlanderilor.

### Criza vadurilor
În septembrie și octombrie 1895 a izbucnit o dispută între Transvaal și Colonia Capului datorită politicii protecționiste a burilor. Colonia Capului a refuzat să plătească taxele mari cerute de guvernul din Transvaal pentru folosirea porțiunii sale de cale ferată către Johannesburg. În schimb, a optat pentru trimiterea bunurilor cu ajutorul convoaielor de care, care traversau direct prin vadurile (cunoscute ca „drifturi” în Africa de Sud) râului Vaal.Președintele Paul Kruger a răspuns prin închiderea vadruilor, înfuriind guvernul Coloniei Capului. Deși Transvaalul a renunțat la pozițiile dure, relațiile dintre buri și Colonia Capului au rămas încordate. 

## Forța lui Jameson și inițierea raidului

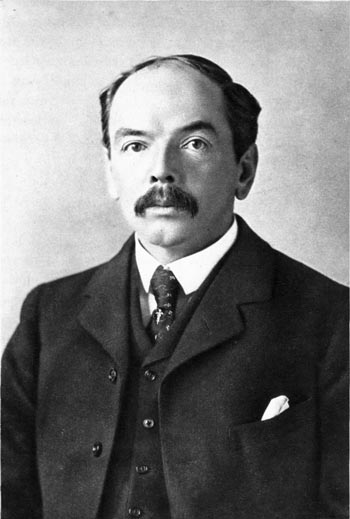
Sir Leander Starr Jameson

Conform planului, Rhodes a ordonat plasarea unei forțe armate la Pitsani, la granița Transvaalului, care să fie capabilă să intervină rapid în sprijinul uitlanderilor care ar fi declanșat insurecția. Această forță a fost plasată sub comanda lui Leander Starr Jameson, administratorul general al societății autorizate de stat pentru Matabeleland (British South Africa Company), al cărei președinte era Cecil Rhodes. Printe alți comandanți ai forței se afla și Raleigh Grey. Forța era formată din aproximativ 600 de oameni, dintre care cam 400 erau membrii poliției călare din Matabeleland, restul fiind voluntari. Forța era dotată cu puști, maxim 16 mitraliere Maxim și până la 11 piese ușoare de artilerie.
Planul principal prevedea că locuitorii orașului Johannesburg aveau să se revolte și să ocupe arsenalul burilor din Pretoria. Jameson și oamenii din subordinea lui aveau să traverseze frontiera și să se îndrepte spre Johannesburg ca să „restabilească ordinea” și să asigure controlul britanic asupra orașului și a minelor de aur. 
În timp ce Jameson aștepta să se declanșeze insurecția, au apărut neînțelegeri în rândul membrilor Comitetului de Reformă și a liderilor reformatorilor din Johannesburg cu privire la forma de guvernământ care avea să fie adoptată după reușita loviturii de stat. La un moment dat, mai mulți reformatori au luat legătura cu Jameson ca să îl informeze cu privire la dificultățile apărute și să îl sfătuiască să aștepte rezolvarea lor. Jameson, care trebuia să facă față presiunilor care veneau din mai multe părți, inclusiv din partea celor 600 de oameni aflați sub comanda lui, a devenit tot mai nervos datorită amânărilor și, crezând că o acțiune în forță ar fi putut să le schimbe atitudinea liderilor reformatori șovăitori de la Johannesburg, a decis să continue executarea planului inițial. El i-a trimis lui Rhodes o telegramă pe 29 decembrie 1895 anunțându-l cu privire la intenției să plece a doua zi seara, dacă nu apar alte informații. A doua zi a trimis un nou mesaj, anunțând că urmează să plece noaptea spre Transvaal. Întâmplarea a făcut ca trimiterea primei telegrame să fie întârziată, așa că ambele mesaje au ajuns în același timp la destinație în dimineața zilei de 29 decembrie. Între timp, oamenii lui Jameson au tăiat firele telegrafului și nu a mai existat nicio posibilitate pentru anularea misiunii. 
Pe 29 decembrie 1895, coloana înarmată a lui Jameson a traversat frontiera în Transvaal și s-a îndreptat spre Johannesburg. Cu toții sperau că avea să fie un marș scurt de trei zile până la Johannesburg, iar prezența lor să declanșeze o insurecție a uitlanderilor, mai înainte ca forțele burilor să aibă timp să se mobilizeze. 
Secretarul colonial britanic Joseph Chamberlain, deși era plin de înțelegere față de obiectivele finale ale raidului, și-a dat seama că declanșarea acțiunii militare este o greșeală, atâta vreme cât uitlanderii nu o sprijineau. El a încercat de îndată să o oprească, spunând că „dacă aceasta reușește, mă va ruina. Plec la Londra să o strivesc”. El s-a grăbit să ajungă la Londra și i-a ordonat lui Hercules Robinson, guvernatorul general al coloniei Capului, să repudieze acțiunile lui Jameson și l-a avertizat pe Rhodes că autorizația de stat acordată companiei sale va fi în pericol dacă se află ca premierul Capului este implicat în raid. Chamberlain le-a transmis prin urmare reprezentanților guvernului britanic din regiune să ceară coloniștilor britanicilor să nu ofere niciun fel de sprijin participanților la raid.

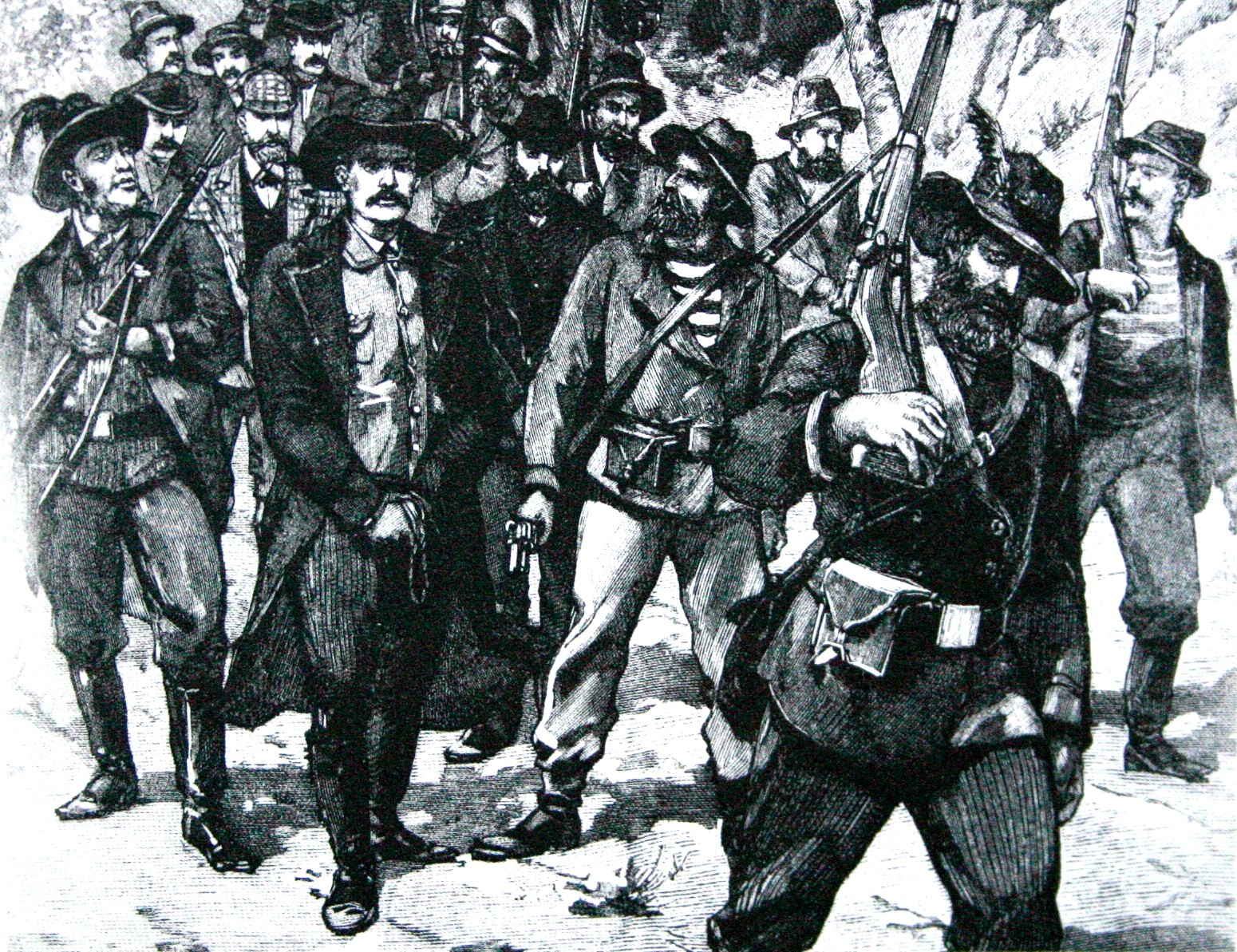
Arestarea lui Jameson după raid, Petit Parisien, 1896

Deși oamenii lui Jameson au tăiat firele telegrafului spre Cape Town, nu au reușit să taie firele telegrafului spre Pretoria. În consecință, știrile despre raid au ajuns rapid la Pretoria și coloana armată a lui Jameson a fost urmărită de forțele Transvaalului din momentul în care au trecut granița. Coloana armată a lui Jameson a întâmpinat pentru prima dată rezistență foarte devreme, pe 1 ianuarie, când a avut loc un schimb de foc foarte scurt cu un avanpost bur. În jurul prânzului, coloana armată a lui Jameson avansase cam 20 km, până la Krugersdorp, unde o unitate mică de soldați buri blocase drumul către Johannesburg, săpase tranșee și se pregătise pentru defensivă. Forța lui Jameson a pierdut câteva luptând cu burii, pierzând câțiva soldați și mulți cai în luptele de hărțuire. Spre seară, Jameson s-a retras și s-a întors spre sud-est, încercând să ocolească pozițiile burilor. Burii au sesizat însă mișcarea inamicului și, în timpul nopții și, pe 2 ianuarie, când s-a luminat, o unitate puternică a burilor, dotată cu mai multe piese de artilerie, i-au blocat înaintarea lui Jameson la Doornkop. Pariticipanții la raid au intrat în luptă cu burii, pierzând cam 30 de oameni, până Jameson și-a dat seama că poziția sa este fără scăpare și a ales să se predea comandantului Piet Cronjé. The raiders were taken to Pretoria and jailed.

## Urmări
După capturarea participanților la raid, aceștia au fost predați de autoritățile bure reprezentanților guvernului britanic pentru a fi judecați. Prizonierii britanici au fost trimiși la Londar. La câteva zile după raid,  Wilhelm al II-lea, kaiserul Germaniei  a trimis o telegramă ("Telegrama Kruger") prin care îi felicita pe președintele Kruger și guvernul Transvaalului pentru succesul repurtat „fără ajutorul puterilor prietene”, aluzie la un potențial sprijin din partea Germaniei. Când presa britanică a dezvăluit textul telegramei, aceasta a declanșat o furtună de sentimente antigermane. Jameson a fost transformat într-un erou de către presa și societatea londoneză, care erau deja inflamate de sentimentele șovine antibure și antigermane. Jameson a fost condamnat la 15 luni de închisoare, pe care le-a executat în închisoarea Holloway. Guvernul din Transvaal a primit o despăgubire de aproape 1 milion de lire din partea British South Africa Company.
Pentru că au conspirat împreună cu Jameson, membrii Comitetului de Reformă, inclusiv colonelul Frank Rhodes și John Hays Hammond, au fost judecați, au fost găsiți vinovați pentru înaltă trădare și au fost codamnați la moarte prin spânzurare. Această sentință a fost comutată mai târziu la 15 ani de închisoare, iar, în iunie 1896, toți supraviețuitorii Comitetului au fost eliberați din închisoare după plata unor amenzi foarte mari. 

Drept pedeapsa suplimentară pentru sprijinirea lui Jameson, colonelul Rhodes, un ofițer care primise de-a lungul carierei numeroase decorații, a fost plasat pe lista de personal militar aflat în retragere și i s-a interzis implicarea în afacerile forțelor terestre. După ce a fost eliberat din închisoare, colonelul Rhodes s-a alăturat fratelui său Cecil și a participat în Al Doilea Război Matabele, ale cărui lupte s-au desfășurat la nord de Transvaal, în Matabeleland.Cecil Rhodes a fost forțat să demisioneze din funcția de premier al Coloniei Capului în 1896 datorită implicării nedovedită oficial în planificarea și sprijinirea raidului. De asemenea, Cecil Rhodes și Alfred Beit au demisionat din funcțiile de conducere ale British South Africa Company.
Raidul lui Jameson a secătuit forțele din Matabeleland și a lăsat apărarea teritoriului într-o situație dificilă. Membrii triburilor ndebele, care au sesizat slăbinciunea forțelor coloniștilor, fiind în același timp nemulțumiți de activitatea British South Africa Company, s-au revoltat în martie 1896 în ceea ce a devenit este sărbătorit astăzi în Zimbabwe ca „Primul război de independență”, dar care în restul lumii este numit Al Doilea Război Matabele. Etnicii shona s-au alăturat rebelilor în scurtă vreme. Sute de coloniști europeni au fost uciși în primele săptămâni ale rebeliunii și alții au fost uciși în următorul an și jumătate. Coloniștii, care nu s-au putut baza pe sprijinul trupelor regulate, au organizat fortificație din care în centrul Bulawayo. Coloniștii au fost asediați de aproximativ 10.000 de indigeni. În loc să aștepte să fie atacați, coloniștii au organizat patrule călare, care să îi salveze pe coloniștii care supraviețuiseră în regiunile rurale și, în același timp, să îi atace pe asediatori. De abia în octombrie 1897, ndebele și shona aveau să înceteze luptele. 

## Urmările politice
În Regatul Unit, Partidul Liberal ridicat obiecțiuni, iar mai apoi s-a opus războiului cu burii. Mai târziu, Jameson a devenit prim-ministru al Coloniei Capului (1904–1908) și unul dintre fondatorii Uniunii Africii de Sud. El a fost înobilat ca baronet în 1911 și s-a reîntors în Anglia în 1912. A fost înmormântat în 1917 lângă Cecil Rhodes și cei 34 soldați ai British South Africa Company din patrula Shangani morți în 1893 în Primul Război Matabele lângă Bulawayo.

## Influențe asupra relațiilor anglo-bure
Raidul a făcut ca relațiile anglo-bure la un nivel extrem de scăzut, iar această situație a fost înrăutățită de apariția „telegramei Kruger” a kaiserului german,  Wilhelm al II-lea. Împăratul îl felicitase pe Paul Kruger pentru respingerea atacului membrilor raidului și părea că recunoaște republica bură și îi oferă sprijinul. Kaiserul era deja considerat antibritanic, iar o cursă înarmărilor navale fusese deja declanșată. Ca urmare, telegrama a alarmat și înfuriat guvernul și opinia publică. Transvaalul a început să importe mari cantități de arme și a semnat o alianță cu Statul Liber Orange în 1897. Jan C. Smuts a scris în 1906 cu privire la raid, „Raidul Jameson a fost o adevărată declarație de război... Și asta face ca în ciuda celor patru ani de armistițiu care au urmat... agresorii și-au consolidat alianța... apărătorii, pe de altă parte, s-au pregătit tăcuți și cu îndârjire pentru inevitabil.” 
Joseph Chamberlain a condamnat raidul, în ciuda aprobării anterioare a planurilor lui Rhodes de trimitere a sprijinului militar în cazul unei revolte în Johannesburg.La Londra, în ciuda condamnării atacului de către câteva ziare, cele mai multe publicații au folosit evenimentele pentru stimularea sentimentelor anti-bure. Jameson și luptătorii lui au fost tratați ca eroi. Chamberlain a văzut în adâncirea crizei șansa să anexeze statele burilor. 

## Aprecieri din zilele noastre
Implicarea lui Jameson în acest raid a rămas până în zilele noastre o enigmă, atacul fiind ceva care nu s-a potrivit cu faptele lui de până atunci, cu restul vieții sale și cariera sa politică de mai târziu. Van Riebeeck Society a publicat în 2002 lucrarea lui Graham Bower Secret History of the Jameson Raid and the South African Crisis, 1895–1902, afirmând că, în contextul unei creșteri a dovezilor istorice cu privire la raid, judecarea și întemnițarea participanților la raid au fost nedreptate, aceste fiind, din punctul de vedere a unor analize istorice de mai târziu, o manevră politică atent calculată a lui Joseph Chamberlain pentru ascunderea propriei sale implicări în organizarea raidului. 
În 2004, Alan Cousins a comentat declarațiile lui Sir Graham Bower: „O serie de teme și preocupări majore apar” din istoria lui Bower, „poate cea mai tulburătoare fiind relatările lui Bower despre faptul că a fost făcut țap ispășitor în urma raidului: « întrucât a fost dorit un țap ispășitor, am fost dispus să îmi servesc țara în această calitate.»” 
Cousins scrie despre Bower:
„un sens foarte clar al codului său de onoare rigid este evident și o convingere că nu numai unitatea, pacea și fericirea din Africa de Sud, dar și pacea Europei ar fi pusă în pericol dacă ar spune adevărul. El a crezut că, după cum i-a dat Rhodes cuvântul său să nu divulge anumite conversații private, el a trebuit să respecte acest lucru, în timp ce era convins că ar fi foarte dăunător pentru Marea Britanie dacă ar fi spus orice lucru în fața comisiei parlamentare pentru a arăta implicarea strânsă a lui Sir Hercules Robinson și Joseph Chamberlain în încurajarea dezonorantă de cățre ei a celor care urzesc o revoltă la Johannesburg.”
Cousins afirmă în cele din urmă: 
„ în reflecțiile sale, Bower are o judecată deosebit de critică la adresa lui Chamberlain, pe care îl acuză de „mințirea cu insolentă” a parlamentului și de ceea ce echivala cu fals în documentele făcute publice pentru anchetă. În raportul comitetului, Bower a fost găsit vinovat de complicitate, în timp ce nicio vină nu i-a pusă în sarcină lui Joseph Chamberlain sau Robinson. Numele lui nu a fost niciodată curățat în timpul vieții sale, iar Bower nu a fost niciodată reinstala în ceea ce credea el că ar fi trebuit să fie poziția sa cuvenită în serviciul colonial: el a fost, de fapt, retrogradat în funcția de secretar colonial în Mauritius. Amărăciunea și sentimentul trădării pe care le-a simțit răzbat foarte clar în comentariile sale. ”

## Vedeți și:
- Criza vadurilor
- Al Doilea Război al Burilor